# 10 Rajd Elmot
10. Rajd Elmot – 10. edycja Rajdu Elmot. Był to rajd samochodowy rozgrywany od 24 do 25 października 1980 roku. Była to szósta runda Rajdowych Samochodowych Mistrzostw Polski w roku 1980. Rajd składał się z dziewiętnastu odcinków specjalnych. Został rozegrany na nawierzchni asfaltowej. Zwycięzcą rajdu został Maciej Stawowiak.

## Wyniki końcowe rajdu[1][2]
| Miejsce | Kierowca            | Pilot              | Samochód              | Czas    | Strata | Grupa Klasa |
| ------- | ------------------- | ------------------ | --------------------- | ------- | ------ | ----------- |
| 1       | Maciej Stawowiak    | Ryszard Żyszkowski | FSO Polonez 2000      | 2:11:38 | –      | II/9-15     |
| 2       | Lesław Orski        | Stanisław Hałasa   | Renault 5 Alpine      | 2:23:19 | +11:41 | II/4-8      |
| 3       | Zbigniew Maliński   | Andrzej Wodziński  | Renault 5 Alpine      | 2:24:42 | +13:04 | I/8         |
| 4       | Andrzej Białowąs    | Paweł Noakowski    | FSO Polonez 2000      | 2:24:54 | +13:16 | II/9-15     |
| 5       | Andrzej Radecki     | Ryszard Wilkaniec  | Polski Fiat 125p 1500 | 2:26:14 | +14:36 | II/4-8      |
| 6       | Marek Karczewski    | Krzysztof Szymczak | Polski Fiat 125p 1500 | 2:26:53 | +15:15 | I/8         |
| 7       | Jerzy Kobyliński    | Janusz Siniarski   | Polski Fiat 125p 1500 | 2:28:22 | +16:44 | I/8         |
| 8       | Ryszard Plucha      | Marek Oziębło      | FSO Polonez 1500      | 2:30:47 | +19:09 | I/8         |
| 9       | Janusz Książkiewicz | Andrzej Pietrzak   | FSO Polonez 2000      | 2:31:45 | +20:07 | II/9-15     |
| 10      | Mirosław Krachulec  | Marek Kusiak       | Polski Fiat 126p 650  | 2:45:22 | +33:44 | II/1-3      |